# 中央東路
中央東路，為臺灣桃園市中壢區的重要道路。西至延平路，銜接中央西路；東至長江路。

## 沿經行政區域
- 桃園市
  - 中壢區

## 車道配置
- 延平路－元化路：雙向各二車道
- 元化路－長江路:雙向各一車道

## 主要結點
(由西至東)
- 延平路
- 復興路
- 元化路

## 沿線設施
(由西至東)
- 台灣電力股份有限公司中壢服務所(延平路499號)[1]
- 元大商業銀行中壢分行(7號)[2]
- 元大證券中壢分公司(7號3、4樓)[3]
- 凱基商業銀行中壢分行(13之1號)[4]
- 國稅局中壢第二辦公室(28號)[5]
- 富邦綜合證券股份有限公司(88號3樓)[6]
- 公七公園